# لوبو (دي سي كومكس)
لوبو هو شخصية خيالية في دي سي كومكس،ظهرت الشخصية لأول مرة في يونيو 1983.لوبو هو كائن فضائي وُلِد على كوكب كزارنيا الفاضل ، ويعمل كمرتزق بين النجوم وصائد جوائز.